# زولا تايلور
زولا تايلور (بالإنجليزية: Zola Taylor)‏ هي مغنية أمريكية، ولدت في 17 مارس 1938 في لوس أنجلوس في الولايات المتحدة، وتوفيت في 30 أبريل 2007 في ريفرسايد في الولايات المتحدة بسبب ذات الرئة.

## وصلات خارجية
- زولا تايلور على موقع IMDb (الإنجليزية)
- زولا تايلور على موقع ميوزك برينز (الإنجليزية)
- زولا تايلور على موقع إن إن دي بي (الإنجليزية)
- زولا تايلور على موقع ديسكوغز (الإنجليزية)